# Herculano Alvarenga

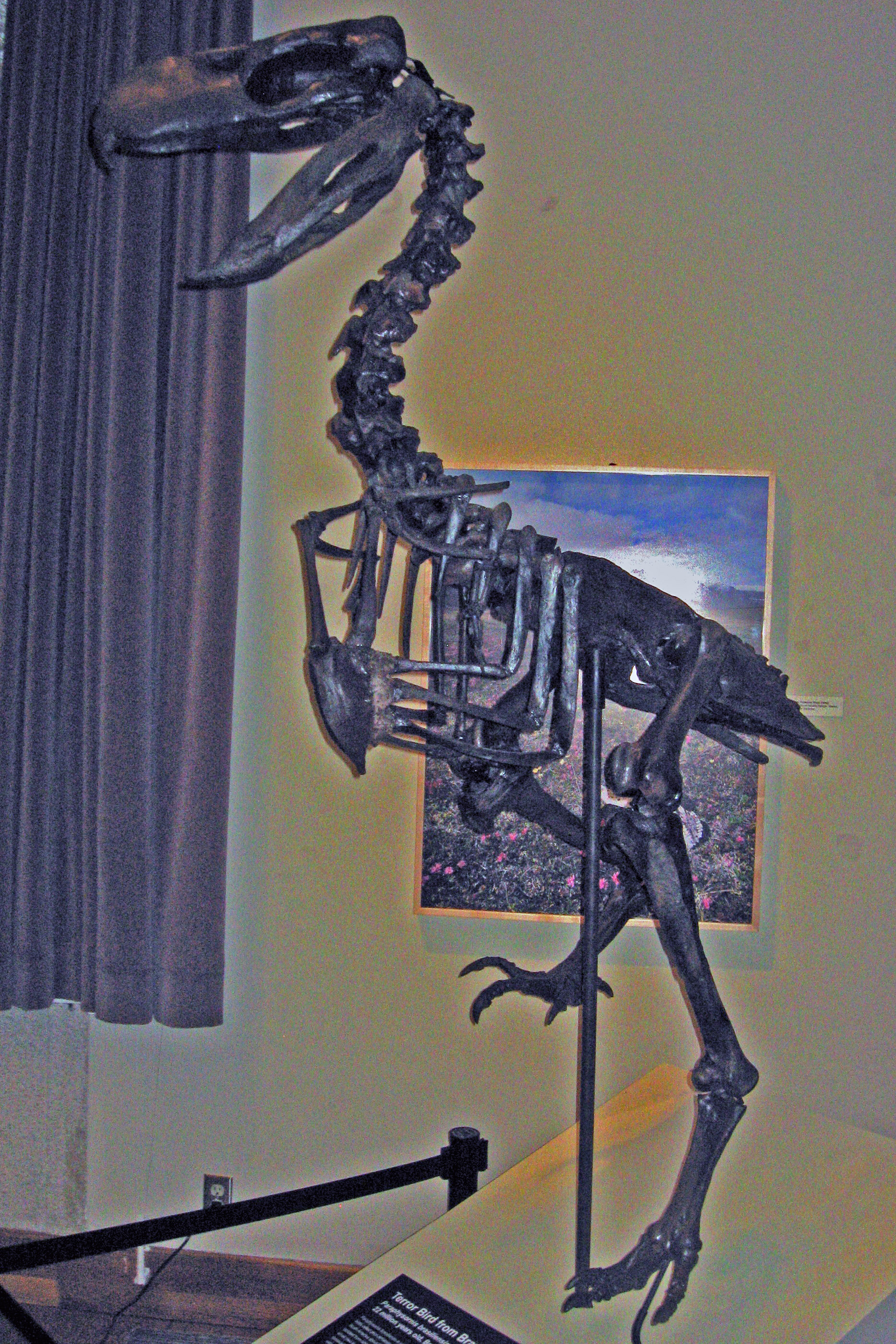
Reconstructie van het skelet van Paraphysornis brasiliensis, een soort ontdekt door Alvarenga

Herculano Marcos Ferraz de Alvarenga (Taubaté, 7 november 1947) is een Braziliaanse arts en paleontoloog. Hij wordt gezien als een van de toonaangevende experts op het vlak van uitgestorven vogels.

## Opleiding
Herculano Alvarenga behaalde zijn diploma in de geneeskunde aan de Faculdade de Medicina de Taubaté (FMT, aangesloten aan de Universidade de Taubaté) in 1973. Later specialiseerde hij zich in de orthopedie, traumatologie en arbeidsgeneeskunde. Verder wijdde hij zich vooral aan de studie van vogelfossielen en behaalde een doctoraat in de zoölogie aan de Universiteit van São Polo in 1999.

## Studies en activiteiten
Alvarenga was de eerste Braziliaan die vogelfossielen bestudeerde in het land. Hij is tevens de oprichter van het museum voor Natuurlijke historie van Taubaté, een belangrijk museum voor de natuurlijke historie van Brazilië dat voornamelijk bestaat uit fossielen uit de collectie van Alvarenga. Zijn collectie bestaat uit circa 1600 geregistreerde exemplaren, en vertegenwoordigt ongeveer 500 soorten van verschillende herkomst, maar met het grootste deel afkomstig uit de staat São Paulo.
In 2002 besloot de paleontoloog om zijn gehele collectie te doneren aan de Fundação de Apoio à Ciência e à Natureza (Stichting voor de ondersteuning van wetenschap en natuur, funat), een vereniging die hij hielp stichten en die momenteel helpt zijn museum in Taubaté te ondersteunen.
Zijn belangrijkst ontdekking vond plaats in 1982, toen hij het tot nu toe enige fossiel van de uitgestorven schrikvogel Paraphysornis in de buurt van de gemeente Tremembé. Na belangstelling van musea over de hele wereld begon de onderzoeker levensgrote replica's te produceren. Een daarvan staat in het door hem opgerichte museum.
- Gemeinsame Normdatei: 13047522X
- International Standard Name Identifier: 0000 0003 7387 2777
- Library of Congress Control Number: n98911135
- Système universitaire de documentation: 11730011X
- Virtual International Authority File: 72500791
- WorldCat: E39PBJqbkBTb46q3QFFjVXwQv3